# موتور غل محمد نارويي
موتور غل محمد نارويي (بالإنجليزية: Mowtowr-e Gol Mohammad Naruyi)‏ هي منطقة سكنية تقع في سيستان وبلوتشستان في إيران.